# Alphons Schynkel
Alphons Schynkel (Oudenaarde, 2 maart 1873 — Oudenaarde, 29 februari 1953) was een Belgisch componist en beiaardier. Van 1894 tot zijn dood was hij de stadsbeiaardier van Oudenaarde.
Schynkel, die in een wezenhuis was opgegroeid, studeerde solfège op het conservatorium in Oudenaarde en Brussel. Hij speelde altviool en klarinet. Hij leidde muziekscholen in Bevere, Berchem, Eine, Kruishoutem en Mater. In 1907 kreeg hij zijn officiële benoeming tot Oudenaards stadsbeiaardier en gaf concerten in België, Frankrijk, Nederland en Polen. Ook programmeerde hij in diverse klokkentorens de automatische muziek die het tijdstip aangeeft. Als hobby construeerde hij in zijn huis verschillende geïmproviseerde kamercarillons met pijpen, buizen en planken.
Hij bewerkte velerlei muziekstukken voor beiaard en componeerde zelf een aantal liederen en marsen. Zijn gouden jubileum als beiaardier werd op 27 en 28 juli 1946 gevierd; hij bleef uiteindelijk 57 jaar lang op post, al viel het hem als bejaarde steeds lastiger om de klokkentoren te beklimmen. Hij werd door zijn kleinzoon Alfons Schynkel opgevolgd.
Schynkel huwde in 1903 met Coleta Van Heuverzwijn, met wie hij twee dochters en een zoon kreeg.